# Sugarcreek (Ohio)
Pour les articles homonymes, voir Sugar Creek.
Sugarcreek est un village américain situé dans le comté de Tuscarawas, dans l'Ohio. Selon le recensement de 2010, sa population était de 2 220 habitants; elle est de 2 373 habitants en 2020.
Au centre du village se trouve une des plus grandes horloges à coucou du monde, introduite dans le Livre Guinness des records en 1977.
Il est connu sous le nom de « The Little Switzerland of Ohio ».